# 玲珑局
《玲珑局》（英語：The Exquisite Trap），2014年中国大陆播出的古装剧，导演赖建国、李小江，主演余文乐，颖儿，徐洁儿，高健，邵美琪，寇振海。2012年9月杀青，2014年1月29日首播。

## 剧情
清朝，光绪帝派遣天远舰王德彪到南海属国押送宝藏回到北京，但是遭遇到大日本帝国的舰队，他身负重伤回到家中，光绪帝突然驾崩，于是他把宝藏埋了起来，分别交给了轮机手肖志仓、亲信沐老三和副舰长方炳坤保管，三人最终因宝藏而分道扬镳，互相成了仇人。

## 演出
| 演员   | 角色     | 备注 |
| 颖儿   | 沐晓英   |      |
| 余文乐 | 方翰文   |      |
| 徐洁儿 | 肖雅杰   |      |
| 高健   | 夏侯诚   |      |
| 海悦   | 吉野由纪 |      |
| 孙敬媛 | 方翰武   |      |
| 邵美琪 | 程金凤   |      |
| 由立平 | 沐老三   |      |
| 黄千格 | 思琪     |      |
| 寇振海 | 王德标   |      |
| 陈立新 | 闫东     |      |
| 李心彤 | 玛莉亚   |      |
| 周浩东 | 肖志苍   |      |
| 曾江   | 额尔沁   |      |

## 制作
该剧制作一共耗资4000万人民币。